# The Disappearance of Aimee
The Disappearance of Aimee est un téléfilm américain réalisé par Anthony Harvey et diffusé en 1976.

## Fiche technique
- Titre d’origine : The Disappearance of Aimee
- Réalisation : Anthony Harvey
- Scénario : John McGreevey
- Musique : Steve Byrne
- Photographie : James Crabe
- Montage : Arline Garson, Gerald B. Greenberg
- Décors : Charles Rosen
- Costumes : Edith Head
- Pays d’origine :  États-Unis
- Producteur : Paul Leaf
- Productreur associé : Thomas W. Moore
- Producteurs exécutifs : Tony Converse, Roger Gimbel
- Sociétés de production : Hallmark Hall of Fame Productions et Tomorrow Entertainment
- Chaîne de diffusion : NBC
- Format : couleur — 35 mm — 1.33:1 — son monophonique
- Genre : drame
- Durée : 100 minutes
- Date de diffusion :  17 novembre 1976

## Distribution
- Faye Dunaway : Sœur Aimee Semple McPherson
- Bette Davis : Minnie Kennedy
- James Sloyan : District attorney Asa Keyes
- James Woods : Assistant District attorney Joseph Ryan
- John Lehne : Capitaine Cline
- Lelia Goldoni : Emma Shaffer
- Severn Darden : S.I. Gilbert
- William Jordan : Kenneth Ormiston
- Sandy Ward : Juge Blake
- Barry Brown : Wallace Moore
- Irby Smith : Benedict